# Kodeksy karne wojskowe

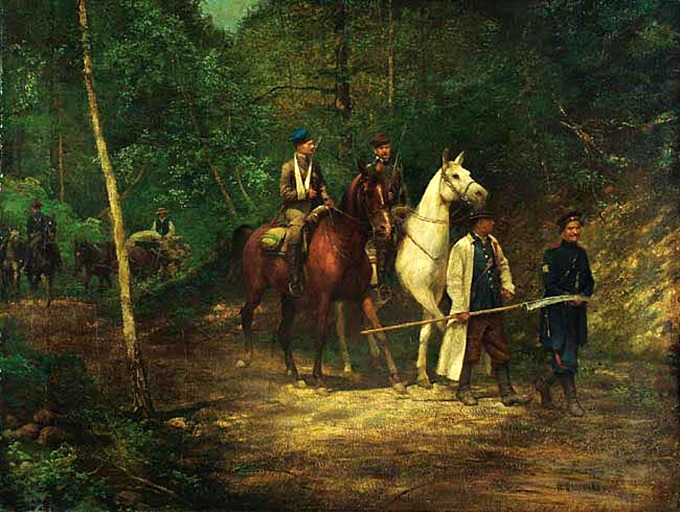
Powstańcy styczniowi

Kodeksy Karne Wojskowe – akt normatywny wydany przez Rząd Narodowy w okresie powstania styczniowego. Penalizował on niektóre zachowania żołnierzy wojsk powstańczych.
Przestępstwa żołnierzy podlegały sądom doraźnym, stałym bądź koleżeńskim.
Dla zdrajców, szpiegów i dezerterów przewidziana była najwyższa kara – kara śmierci. Pozostałe kary to m.in. banicja, degradacja, odbywanie dodatkowej służby na czatach, bądź wymienianie nazwiska w rozkazie dziennym.

## Literatura
- Stefan Kieniewicz, Powstanie styczniowe, Warszawa 1972; ISBN 83-01-03652-4